# 西崎章治
西崎 章治（にしざき しょうじ、1946年9月26日 - ）は、日本の男性声優。以前はテアトル・エコーに所属していたが、その後不明。大阪府出身。『仮面ライダー』などの特撮作品に出演することが多かった。

## 経歴・人物
龍谷大学中退。1965年、京都グループ創作に参加。1967年、毛利菊枝演劇研究所に入所。1968年、テアトル・エコーに所属。趣味は関西弁、特技は殺陣。
特撮の怪人役ではセリフでの野太い声と甲高い鳴き声を併用していた。

## 出演作品

### テレビアニメ
- 科学忍者隊ガッチャマン（隊長）
- キューティーハニー（早見直次郎）[要出典]
- モンキーパンチ 漫画活動大写真（ヴァンピール・ドラキュラ伯爵）
- いなかっぺ大将

### 特撮
- 仮面ライダーシリーズ
  - 仮面ライダー（ガニコウモルの声〈第80話〉、ウツボガメスの声、ネズコンドルの声）
  - 仮面ライダーV3（ドリルモグラの声、ドクバリグモの声、シオマネキングの声、ガルマジロンの声、サイタンクの声、再生バショウガンの声[要出典]）
    - 仮面ライダーV3対デストロン怪人（ドクバリグモの声）

  - 仮面ライダーX（牛男ミノタウルスの声、火焔プロメテスの声、キマイラーの声、ケルベロスの声、GP隊長の声、再生死神クロノスの声[要出典]、カブト虫ルパンの声、再生ネプチューンの声、ショッカー首領の声[要出典]、ヒルドラキュラの声）
    - 五人ライダー対キングダーク
- 変身忍者 嵐（ゴーレムの声、にせ嵐の声、ジャワラの声[要出典]）

### 舞台
- 娑婆に脱帽

### その他
- 仮面ライダーV3（テレビバエ）※美研紙芝居ソノシート
- スーパーマン（男2、科学者2）※美研紙芝居ソノシート

## スタッフ参加作品
- 表裏源内蛙合戦（1970年） - 舞台監督[3]